# Rutoyi
Rutoyi är ett vattendrag i Burundi.   Det ligger i provinsen Cankuzo, i den nordöstra delen av landet, 150 kilometer öster om huvudstaden Bujumbura.
I omgivningarna runt Rutoyi växer huvudsakligen savannskog. Runt Rutoyi är det ganska tätbefolkat, med 120 invånare per kvadratkilometer.